# Saison 1 d'Iron Man: Armored Adventures
Pour un article plus général, voir Iron Man (série télévisée d'animation).
Chronologie
Saison 2
La première saison de la série télévisée Iron Man: Armored Adventures comporte 26 épisodes et est diffusée du 24 avril 2009 au 28 novembre de la même année.

## Liste des épisodes

### Épisode 1:Origines, première partie
- France : 14 mars 2009 sur France 2
- États-Unis : 24 avril 2009 sur Nicktoons

### Épisode 2:Origines, deuxième partie
- France : 14 mars 2009 sur France 2
- États-Unis : 24 avril 2009 sur Nicktoons

### Épisode 3:Otages
- France : 21 mars 2009 sur France 2
- États-Unis : 1er mai 2009 sur Nicktoons

### Épisode 4:Guerre froide
- France : 28 mars 2009 sur France 2
- États-Unis : 8 mai 2009 sur Nicktoons

### Épisode 5:Whiplash
- États-Unis : 15 mai 2009 sur Nicktoons

Pepper découvre que Tony est Iron Man et fait partie de la « Team Iron Man » désormais;
 

### Épisode 6:Iron Man vs. Crimson Dynamo
- États-Unis : 22 mai 2009 sur Nicktoons

### Épisode 7:L'étrange Histoire d'Arthur Parks
- États-Unis : 29 mai 2009 sur Nicktoons

### Épisode 8:Pris au piège
- États-Unis : 5 juin 2009 sur Nicktoons

### Épisode 9:Le Temple perdu
- États-Unis : 5 juin 2009 sur Nicktoons

### Épisode 10:Zombie Institut
- États-Unis : 24 juillet 2009 sur Nicktoons

### Épisode 11:Masques
- États-Unis : 31 juillet 2009 sur Nicktoons

### Épisode 12:Indestructible
- États-Unis : 7 août 2009 sur Nicktoons

#### Épisode 13:Ultimo
- États-Unis : 14 août 2009 sur Nicktoons

### Épisode 14:Double Je
- États-Unis : 21 août 2009 sur Nicktoons

### Épisode 15:La Proie et l'ombre
- États-Unis : 28 août 2009 sur Nicktoons

### Épisode 16:Renaissance
- États-Unis : 4 septembre 2009 sur Nicktoons

### Épisode 17:Le Contrat
- États-Unis : 18 septembre 2009 sur Nicktoons

### Épisode 18:Le Cas Pepper Potts
- États-Unis : 25 septembre 2009 sur Nicktoons

### Épisode 19:Technovore
- États-Unis : 9 octobre 2009 sur Nicktoons

### Épisode 20:Au cœur du volcan
- États-Unis : 16 octobre 2009 sur Nicktoons

### Épisode 21:Total Chaos
- États-Unis : 23 octobre 2009 sur Nicktoons

### Épisode 22:Super héros ou presque…
- États-Unis : 13 novembre 2009 sur Nicktoons
- France :

### Épisode 23:Hulk attaque!
- États-Unis : 20 novembre 2009 sur Nicktoons
- France : 31 août 2009 sur France 2

### Épisode 24:Zéro absolu
- États-Unis : 20 novembre 2009 sur Nicktoons
- France : 31 août 2009 sur France 2

### Épisode 25:Révélations, première partie
- États-Unis : 28 novembre 2009 sur Nicktoons
- France :  2 septembre 2009 sur France 2

### Épisode 26:Révélations, deuxième partie
- États-Unis : 28 novembre 2009 sur Nicktoons
- France : 2 septembre 2009 sur France 2

## Production
La série utilise majoritairement un style d'animation en images de synthèse, grâce au programme de modélisation 3D Autodesk Maya, dans un style similaire à Spider-Man : Les Nouvelles Aventures.

## Distribution
Plusieurs mois avant sa première diffusion, Iron Man: Armored Adventures est présentée lors du San Diego Comic-Con 2008 où un épisode est diffusé en présence de l'équipe de production. Le 2 mars 2010, la série est renouvelée pour une seconde saison également composée de vingt-six épisodes.
La première saison est mise en ligne via le service de streaming Netflix à partir du 29 avril 2011.

## Réception
Aux États-Unis, le premier épisode bat le record de la programmation originale la mieux notée sur la chaîne Nicktoons avec plus de 125 000 téléspectateurs.